# Footloose (2011)
Footloose är en amerikansk musikaldramafilm från 2011 i regi av Craig Brewer, från ett manus skrivet av honom och Dean Pitchford. Filmen, som är en remake på 1984 års långfilm med samma namn, hade amerikansk biopremiär den 14 oktober 2011, samt svensk biopremiär den 2 november 2011. De två största huvudrollerna i denna film spelas av Kenny Wormald och Julianne Hough.
Inspelningarna av denna film påbörjades i Georgia i september 2010, för att sedan avslutas i november samma år. Den spelades bland annat in i trakterna runtomkring i Atlanta och i grannstaden Covington, där den sistnämnda stadens tingshus fick agera som inspelningsplats.

## Rollista i urval
- Kenny Wormald – Ren McCormack
- Julianne Hough – Ariel Moore
- Dennis Quaid – Shaw Moore
- Andie MacDowell – Vi Moore
- Miles Teller – Willard Hewitt
- Ray McKinnon – Wes Warnicker
- Patrick John Flueger – Chuck Cranston